# Huahine
Huahine je otok u Društvenim otocima Francuske Polinezije. Gledano kao cjelina, Huahine je, poslije Tahitija, drugi najveći u Društvenim otocima, a najveći u Zavjetrinskim otocima. Po popisu 2002., imao je 6263 stanovnika.
Huahine se, u stvari, sastoji od dva otoka, Huahine Nui (Veliki Huahine) i Huahine Iti (Mali Huahine), odvojena plitkim, 100 metara širokim kanalom. Ova dva otoka su prije bili spojeni samo pješčanim nasipom pri niskoj plimi, a danas ih povezuje i most duljine oko 100 metara. Oba otoka imaju po četiri sela.
Glavne djelatnosti otočana su turizam i poljoprivreda. Karakteristični bungalovi su glavna vrsta smještaja na otoku, a domaći poljodjelci uzgajaju vaniliju, banane i lubenice.

## Vanjske poveznice
- Huahine na stranici Tahiti turizma

1. 1 2  Les résultats du recensement de la population 2022 de Polynésie française [Results of the 2022 population census of French Polynesia] (PDF) (francuski). Institut de la statistique de la Polynésie française. Siječanj 2023